# Гохо великий
Го́хо великий (Agriornis lividus) — вид горобцеподібних птахів родини тиранових (Tyrannidae). Мешкає в Патагонських Андах.

## Опис
Великий гохо є найбільшим представником родини тиранових, його середня довжина становить 27,5–31 см, а вага — 99,2 г. Верхня частина тіла в нього темно-коричнева, груди сіро-коричневі, нижня частина тіла світліша, живіт жовтуватий. Хвіст довгий, темний, горло поцятковане темними смужками. Дзьоб великий, гачкуватий.

## Підвиди
Виділяють два підвиди:
- A. l. lividus (Kittlitz, 1835) — центр Чилі;
- A. l. fortis Berlepsch, 1907 — південь Чилі, південь Аргентини.

## Поширення і екологія
Великі гохо мешкають в Патагонських Андах, в Чилі і прилеглих районах Аргентини. Вони живуть на луках і в чагарникових заростях на висоті до 1800 м над рівнем моря.

## Поведінка
Великі гохо полюють на великих комах, дрібних ссавців, ящірок, земноводних, яйця птахів, на дрібних птахів, таких як колібрі і горобці.